# ترينيتاليا

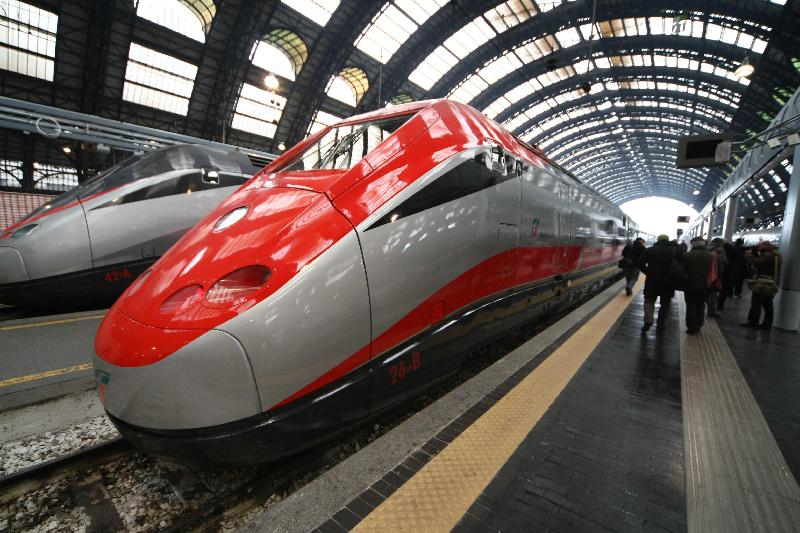
قطار السهم الأحمر في محطة ميلانو المركزية

ترينيتاليا (بالإيطالية: Trenitalia)‏ هي المشغل الرئيسي للقطارات في إيطاليا. تعود ملكية ترينيتاليا لشركة فيروفي ديلو ستاتو المملوكة من قبل الحكومة الإيطالية. تم إنشاؤها في عام 2000 في أعقاب توجيهات الاتحاد الأوروبي بشأن تحرير النقل بالسكك الحديدية. أصبحت شركة فيروفي ديلو ستاتو شركة قابضة تسيطر على ترينيتاليا (القطارات) وريتي فيروفياريا إيتاليانا (المسارات)، الخ.